# Circonscriptions de Budapest de 1990 à 2011

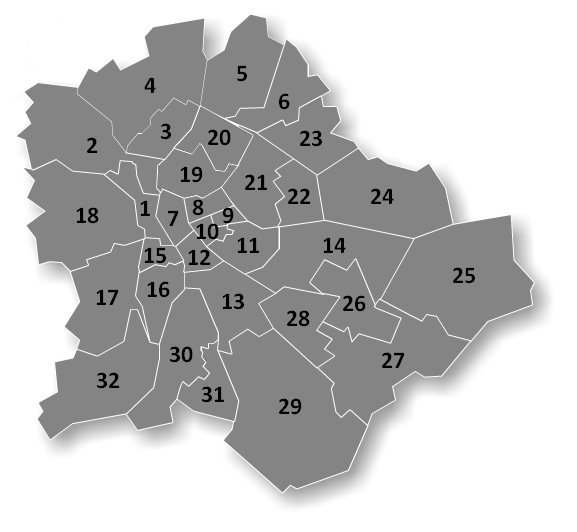
Les anciennes circonscriptions de Budapest

Les anciennes circonscriptions de Budapest étaient les circonscriptions législatives qui divisaient la capitale de la Hongrie, Budapest de 1990 à 2011. Elles étaient au nombre de 32 avant le redécoupage électoral. 

## 1ère circonscription
Cette circonscription regroupait l'ensemble du 1er et une petite partie du 2e arrondissement de Budapest.

### Députés
| Législature | Début du mandat | Fin du mandat | Député           | Parti politique | Parti politique | Observations |
| ----------- | --------------- | ------------- | ---------------- | --------------- | --------------- | ------------ |
| Ire         | 2 mai 1990      | 27 juin 1997  | György Bánffy    |                 | MDF             |              |
| IIe         | 28 juin 1994    | 17 juin 1998  | György Csóti     |                 | MDF             |              |
| IIIe        | 18 juin 1998    | 14 mai 2002   | Gábor Tamás Nagy |                 | Fidesz          |              |
| IVe         | 15 mai 2002     | 15 mai 2006   | Gábor Tamás Nagy |                 | Fidesz          |              |
| Ve          | 16 mai 2006     | 13 mai 2010   | Gábor Tamás Nagy |                 | Fidesz          |              |
| VIe         | 14 mai 2010     |               | Gábor Tamás Nagy |                 | Fidesz          |              |

### Historique des élections[2]

#### 1990
Les élections législatives hongroises de 1990 se sont tenues les dimanches 25 mars et 8 avril 1990.
| Candidat        | Parti politique | Parti politique | %       | Voix   |
| --------------- | --------------- | --------------- | ------- | ------ |
| György Bánffy   |                 | MDF             | 44,27 % | 16 238 |
| Alajos Dornbach |                 | SZDSZ           | 41,99 % | 15 404 |
| Iván Vitányi    |                 | MSZP            | 13,74 % | 5 040  |

Le taux de participation fut de 80,33 % au premier tour et de 66,35 % au deuxième tour.

#### 1994
Les élections législatives hongroises de 1994 se sont tenues les dimanches 8 et 29 mai 1994.
| Candidat        | Parti politique | Parti politique | %       | Voix   |
| --------------- | --------------- | --------------- | ------- | ------ |
| György Csóti    |                 | MDF             | 39,36 % | 14 772 |
| Alajos Dornbach |                 | SZDSZ           | 33,57 % | 12 600 |
| Gyula Hegyi     |                 | MSZP            | 27,08 % | 10 163 |

Le taux de participation fut de 81,38 % au premier tour et de 72,20 % au deuxième tour.

#### 1998
Les élections législatives hongroises de 1998 se sont tenues les dimanches 10 et 24 mai 1998.
| Candidat         | Parti politique | Parti politique | %       | Voix   |
| ---------------- | --------------- | --------------- | ------- | ------ |
| Gábor Tamás Nagy |                 | Fidesz          | 56,46 % | 20 030 |
| Alajos Dornbach  |                 | SZDSZ           | 43,51 % | 15 427 |

Le taux de participation fut de 74,75 % au premier tour et de 74,44 % au deuxième tour.

#### 2002
Les élections législatives hongroises de 2002 se sont tenues les dimanches 7 et 21 avril 2002.
| Candidat         | Parti politique | Parti politique | %       | Voix   |
| ---------------- | --------------- | --------------- | ------- | ------ |
| Gábor Tamás Nagy |                 | Fidesz-MDF      | 50,98 % | 18 680 |
| Imre Mécs        |                 | SZDSZ           | 49,02 % | 17 962 |

Le taux de participation fut de 81,14 % au premier tour et de 82,65 % au deuxième tour.

#### 2006
Les élections législatives hongroises de 2006 se sont tenues les dimanches 9 et 23 avril 2006.
| Candidat         | Parti politique | Parti politique | %       | Voix   |
| ---------------- | --------------- | --------------- | ------- | ------ |
| Gábor Tamás Nagy |                 | Fidesz-KDNP     | 51,12 % | 16 880 |
| János Kóka       |                 | SZDSZ           | 46,57 % | 15 379 |
| László Vaskor    |                 | MDF             | 2,31 %  | 762    |

Le taux de participation fut de 80,55 % au premier tour et de 77,32 % au deuxième tour.

#### 2010
Les élections législatives hongroises de 2010 se sont tenues les dimanches 11 et 24 avril 2010. Puisque le candidat Fidesz-KDNP a obtenu la majorité absolue au premier tour, un second tour n'était pas nécessaire.
| Candidat         | Parti politique | Parti politique | %       | Voix   |
| ---------------- | --------------- | --------------- | ------- | ------ |
| Gábor Tamás Nagy |                 | Fidesz-KDNP     | 53,33 % | 16 540 |
| Zsolt Molnár     |                 | MSZP            | 23,37 % | 7 248  |
| Katalin Ertsey   |                 | LMP             | 16,35 % | 5 071  |
| Sándor Pörzse    |                 | Jobbik          | 6,95 %  | 2 155  |

Le taux de participation fut de 76,34 % au premier tour.

## 2ecirconscription
Cette circonscription regroupait l'ensemble du 2e arrondissement de Budapest, mis à part une petite partie qui appartenait à la première circonscription.

### Députés
| Législature | Début du mandat | Fin du mandat | Député          | Parti politique | Parti politique | Observations                                                               |
| ----------- | --------------- | ------------- | --------------- | --------------- | --------------- | -------------------------------------------------------------------------- |
| Ire         | 2 mai 1990      | 27 juin 1997  | Attila Zsigmond |                 | MDF             |                                                                            |
| IIe         | 28 juin 1994    | 17 juin 1998  | Attila Zsigmond |                 | MDF             |                                                                            |
| IIIe        | 18 juin 1998    | 14 mai 2002   | István Balsai   |                 | MDF             |                                                                            |
| IVe         | 15 mai 2002     | 15 mai 2006   | István Balsai   |                 | MDF             |                                                                            |
| Ve          | 16 mai 2006     | 13 mai 2010   | István Balsai   |                 | MDF             |                                                                            |
| VIe         | 14 mai 2010     | 31 août 2011  | István Balsai   |                 | Fidesz          | Mandat écourté à cause de la démission du député, remplacé par Zsolt Láng. |
| VIe         | 5 décembre 2011 |               | Zsolt Láng      |                 | Fidesz          |                                                                            |

### Historique des élections

#### 1990
| Candidat        | Parti politique | Parti politique | %       | Voix   |
| --------------- | --------------- | --------------- | ------- | ------ |
| Attila Zsigmond |                 | MDF             | 45,61 % | 16 077 |
| Mátyás Eörsi    |                 | SZDSZ           | 40,64 % | 14 325 |
| Gyula Bubla     |                 | MSZP            | 13,75 % | 4 846  |

Le taux de participation fut de 81,03 % au premier tour et de 66,61 % au deuxième tour.

#### 1994
| Candidat        | Parti politique | Parti politique | %       | Voix   |
| --------------- | --------------- | --------------- | ------- | ------ |
| Attila Zsigmond |                 | MDF             | 41,33 % | 15 954 |
| Mátyás Eörsi    |                 | SZDSZ           | 30,14 % | 11 635 |
| János Schiffer  |                 | MSZP            | 28,53 % | 11 013 |

Le taux de participation fut de 81,98 % au premier tour et de 71,91 % au deuxième tour.

#### 1998
| Candidat       | Parti politique | Parti politique | %       | Voix   |
| -------------- | --------------- | --------------- | ------- | ------ |
| István Balsai  |                 | MDF             | 58,51 % | 23 531 |
| János Schiffer |                 | MSZP            | 41,49 % | 16 689 |

Le taux de participation fut de 76,21 % au premier tour et de 75,78 au deuxième tour.

#### 2002
| Candidat      | Parti politique | Parti politique | %       | Voix   |
| ------------- | --------------- | --------------- | ------- | ------ |
| István Balsai |                 | MDF             | 52,36 % | 22 900 |
| Csaba Horváth |                 | MSZP            | 47,64 % | 20 832 |

Le taux de participation fut de 84,91 % au premier tour et de 84,64 % au deuxième tour.

#### 2006
| Candidat      | Parti politique | Parti politique | %       | Voix   |
| ------------- | --------------- | --------------- | ------- | ------ |
| István Balsai |                 | Fidesz-KDNP     | 52,25 % | 20 986 |
| Csaba Horváth |                 | MSZP            | 47,75 % | 19 178 |

Le taux de participation fut de 82,15 % au premier tour et de 78,77 % au deuxième tour.

#### 2010
Puisque le candidat Fidesz-KDNP a obtenu la majorité absolue au premier tour, un second tour n'était pas nécessaire.
| Candidat         | Parti politique | Parti politique | %       | Voix   |
| ---------------- | --------------- | --------------- | ------- | ------ |
| István Balsai    |                 | Fidesz-KDNP     | 52,92 % | 20 572 |
| Donáth László    |                 | MSZP            | 22,94 % | 8 920  |
| Kristóf Szombati |                 | LMP             | 12,48 % | 4 851  |
| Zoltán Balczó    |                 | Jobbik          | 7,03 %  | 2 733  |
| Erzsébet Pusztai |                 | MDF             | 4,63 %  | 1 801  |

Le taux de participation fut de 78,52 % au premier tour.

## 3ecirconscription
Cette circonscription regroupait un bon tiers sud-est du 3e arrondissement de Budapest.

### Députés
| Législature | Début du mandat | Fin du mandat | Député           | Parti politique | Parti politique | Observations |
| ----------- | --------------- | ------------- | ---------------- | --------------- | --------------- | ------------ |
| Ire         | 2 mai 1990      | 27 juin 1997  | Csaba Siklós     |                 | MDF             |              |
| IIe         | 28 juin 1994    | 17 juin 1998  | Sándor Orosz     |                 | MSZP            |              |
| IIIe        | 18 juin 1998    | 14 mai 2002   | Sándor Orosz     |                 | MSZP            |              |
| IVe         | 15 mai 2002     | 15 mai 2006   | Sándor Orosz     |                 | MSZP            |              |
| Ve          | 16 mai 2006     | 13 mai 2010   | Sándor Orosz     |                 | MSZP            |              |
| VIe         | 14 mai 2010     |               | Erzsébet Menczer |                 | Fidesz          |              |

### Historique des élections

#### 1990
| Candidat     | Parti politique | Parti politique | %       | Voix   |
| ------------ | --------------- | --------------- | ------- | ------ |
| Csaba Siklós |                 | MDF             | 42,58 % | 13 187 |
| Béla Lévay   |                 | SZDSZ           | 40,33 % | 12 491 |
| Sándor Orosz |                 | MSZP            | 17,09 % | 5 292  |

Le taux de participation fut de 74,47 % au premier tour et de 58,42 % au deuxième tour.

#### 1994
| Candidat      | Parti politique | Parti politique | %       | Voix   |
| ------------- | --------------- | --------------- | ------- | ------ |
| Sándor Orosz  |                 | MSZP            | 43,92 % | 15 154 |
| Domokos Szász |                 | SZDSZ           | 31,01 % | 10 698 |
| Miklós Molnár |                 | MDF             | 25,08 % | 8 652  |

Le taux de participation fut de 77,18 % au premier tour et de 66,71 % au deuxième tour.

#### 1998
| Candidat       | Parti politique | Parti politique | %       | Voix   |
| -------------- | --------------- | --------------- | ------- | ------ |
| Sándor Orosz   |                 | MSZP            | 52,10 % | 17 958 |
| Jenő Manninger |                 | MDF             | 47,90 % | 16 508 |

Le taux de participation fut de 67,42 % au premier tour et de 68,94 % au deuxième tour.

#### 2002
| Candidat      | Parti politique | Parti politique | %       | Voix   |
| ------------- | --------------- | --------------- | ------- | ------ |
| Sándor Orosz  |                 | MSZP            | 58,78 % | 22 493 |
| István Tarlós |                 | Fidesz          | 41,22 % | 15 773 |

Le taux de participation fut de 80,42 % au premier tour et de 80,53 % au deuxième tour.

#### 2006
| Candidat         | Parti politique | Parti politique | %       | Voix   |
| ---------------- | --------------- | --------------- | ------- | ------ |
| Sándor Orosz     |                 | MSZP            | 60,55 % | 19 390 |
| Erzsébet Menczer |                 | Fidesz-KDNP     | 39,45 % | 12 633 |

Le taux de participation fut de 77,32 % au premier tour et de 71,62 % au deuxième tour.

#### 2010
| Candidat         | Parti politique | Parti politique | %       | Voix   |
| ---------------- | --------------- | --------------- | ------- | ------ |
| Erzsébet Menczer |                 | Fidesz-KDNP     | 55,91 % | 12 628 |
| Sándor Orosz     |                 | MSZP            | 34,18 % | 7 720  |
| Tímea Szabó      |                 | LMP             | 9,90 %  | 2 237  |

Le taux de participation fut de 71,64 % au premier tour et de 52,53 % au deuxième tour.

## 4ecirconscription
Cette circonscription regroupait deux bons tiers du 3e arrondissement de Budapest.

### Députés
| Législature | Début du mandat | Fin du mandat | Député         | Parti politique | Parti politique | Observations |
| ----------- | --------------- | ------------- | -------------- | --------------- | --------------- | ------------ |
| Ire         | 2 mai 1990      | 27 juin 1997  | László Sárossy |                 | MDF             |              |
| IIe         | 28 juin 1994    | 17 juin 1998  | László Donáth  |                 | MSZP            |              |
| IIIe        | 18 juin 1998    | 14 mai 2002   | László Donáth  |                 | MSZP            |              |
| IVe         | 15 mai 2002     | 15 mai 2006   | László Donáth  |                 | MSZP            |              |
| Ve          | 16 mai 2006     | 13 mai 2010   | László Donáth  |                 | MSZP            |              |
| VIe         | 14 mai 2010     |               | Balázs Bús     |                 | KDNP            |              |

### Historique des élections

#### 1990
| Candidat       | Parti politique | Parti politique | %       | Voix   |
| -------------- | --------------- | --------------- | ------- | ------ |
| László Sárossy |                 | MDF             | 52,25 % | 14 862 |
| Gábor Iványi   |                 | SZDSZ           | 35,82 % | 10 182 |
| László Kelen   |                 | MSZP            | 11,94 % | 3 395  |

Le taux de participation fut de 70,95 % au premier tour et de 53,54 % au deuxième tour.

#### 1994
| Candidat           | Parti politique | Parti politique | %       | Voix   |
| ------------------ | --------------- | --------------- | ------- | ------ |
| László Donáth      |                 | MSZP            | 43,02 % | 15 110 |
| Károly Attila Soós |                 | SZDSZ           | 34,10 % | 11 979 |
| László Sárossy     |                 | MDF             | 22,88 % | 8 038  |

Le taux de participation fut de 75,03 % au premier tour et de 62,28 % au deuxième tour.

#### 1998
| Candidat      | Parti politique | Parti politique | %       | Voix   |
| ------------- | --------------- | --------------- | ------- | ------ |
| László Donáth |                 | MSZP            | 51,39 % | 19 243 |
| András Gyürk  |                 | Fidesz          | 48,61 % | 18 205 |

Le taux de participation fut de 63,14 % au premier tour et de 64,69 % au deuxième tour.

#### 2002
| Candidat      | Parti politique | Parti politique | %       | Voix   |
| ------------- | --------------- | --------------- | ------- | ------ |
| László Donáth |                 | MSZP            | 59,01 % | 27 061 |
| András Gyürk  |                 | Fidesz          | 40,99 % | 18 798 |

Le taux de participation fut de 70,13 % au premier tour et de 79,26 % au deuxième tour.

#### 2006
| Candidat      | Parti politique | Parti politique | %       | Voix   |
| ------------- | --------------- | --------------- | ------- | ------ |
| László Donáth |                 | MSZP            | 58,57 % | 23 760 |
| Balázs Bús    |                 | Fidesz-KDNP     | 41,43 % | 16 806 |

Le taux de participation fut de 76,50 % au premier tour et de 70,47 % au deuxième tour.

#### 2010
| Candidat               | Parti politique | Parti politique | %       | Voix   |
| ---------------------- | --------------- | --------------- | ------- | ------ |
| Balázs Bús             |                 | Fidesz-KDNP     | 63,10 % | 17 801 |
| László Kiss            |                 | MSZP            | 25,44 % | 7 176  |
| Liliána Diána Quickert |                 | LMP             | 11,46 % | 3 234  |

Le taux de participation fut de 72,01 % au premier tour et de 49,88 % au deuxième tour.